# Caravanche Settentrionali
Le Caravanche Settentrionali (in tedesco Nördliche Karawanken - dette anche Catena Žingarica-Grlovec-Ochobir) sono una parte della catena delle Caravanche nelle Alpi. Costituiscono la parte settentrionale delle Carvanche del tutto in territorio austriaco. Interessano il land della Carinzia. La SOIUSA le vede come un supergruppo delle Alpi di Carinzia e di Slovenia.

## Suddivisione
Il codice SOIUSA delle Caravanche Settentrionali è il seguente: II/C-35.I-B

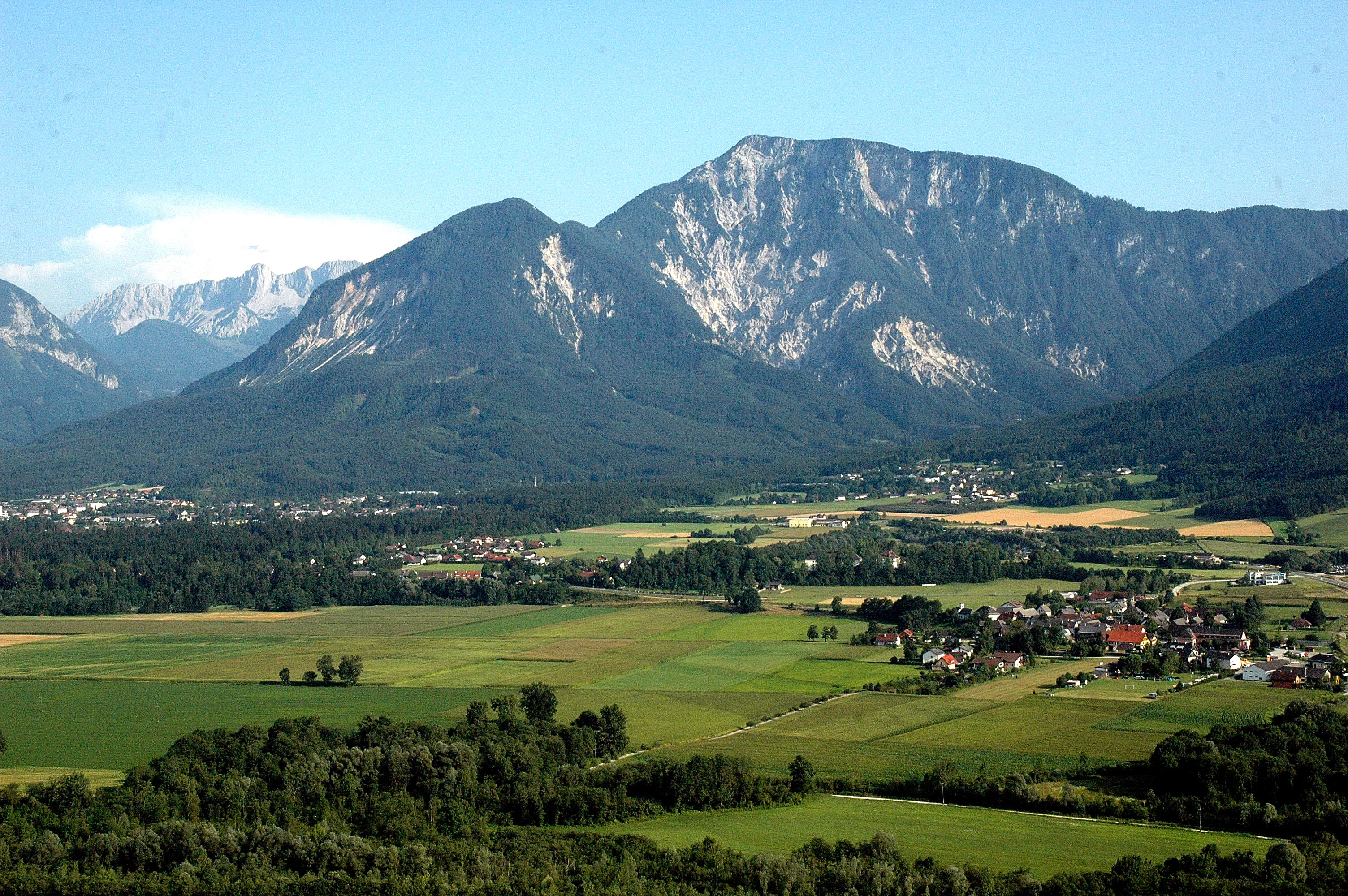
Ferlacher Horn

Secondo la SOIUSA sono suddivise in tre gruppi e due sottogruppi:
- Gruppo Psinjski vrh-Žingarica (5)
- Gruppo Grlovec-Setiče (6)
  - Dorsale del Grlovec (6.a)
  - Dorsale del Setiče (6.b)
- Gruppo dell'Hochobir (7)

## Vette
Le montagne principali delle Caravanche Settentrionali sono:
- Hochobir (Ojstrc) - 2.139 m
- Freiberg (Setiče) - 1.923 m
- Ferlacher Horn (Grlovec) - 1.840 m
- Singerberg (Žingarica) - 1.589 m
- Sinacher Gupf (Psinjski vrh) - 1.577 m